# Alexandra del Regne Unit (princesa de Hohenlohe-Lagenburg)

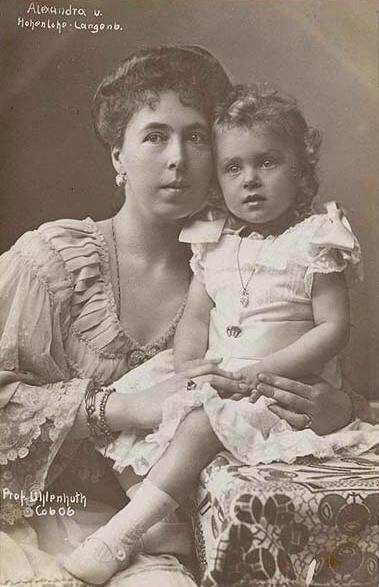
La princesa Alexandra de Saxònia-Coburg Gotha, princesa de Hohenlohe-Langenburg.

Alexandra del Regne Unit, princesa de Hohenlohe-Langenburg (Malta 1878 - Schwabish Hall a Baden-Württemberg 1942). Princesa del Regne Unit de la Gran Bretanya i d'Irlanda per naixement amb el grau d'altesa reial a part de princesa de Saxònia-Coburg Gotha i duquessa a Saxònia.
Filla dels ducs d'Edimburg, Alfred del Regne Unit i de la gran duquessa Maria de Rússia. Era per tant, neta de la reina Victòria I del Regne Unit i del tsar Alexandre II de Rússia.
L'any 1896 es comprometé i casà amb el príncep Ernest de Hohenlohe-Lagenburg. El príncep Ernest que pertanyia a una de les famílies més antigues i reputades del Sacre Imperi. Ernest era fill del príncep Germà de Hohenlohe-Langenburg i de la princesa Leopoldina de Baden, alhora era net de la princesa Feodora de Leiningen, germana de mare de la reina Victòria I del Regne Unit.
El matrimoni s'establí a Alemanya i tingueren cinc fills:
- SAS el príncep Guifré de Hohenlohe-Langenburg nat a Lagenburg el 1896 i morí l'any 1960. Es casà amb la princesa Margarida de Grècia l'any 1930.

- SAS la princesa Maria Melita de Hohenlohe-Langenburg, nascuda a Lagenburg el 1899 i morta a Múnic el 1967. Es casà l'any 1916 a Coburg amb el duc Guillem Frederic de Schleswig-Holstein-Sondenburg-Glücksburg.

- SAS la princesa Alexandra de Hohenlohe-Langenburg, nascuda el 1901 a Coburg i morta el 1963 a la mateixa localitat.

- SAS la princesa Irma de Hohenlohe-Langenburg, nascuda el 1902 a Lagenburg i morta el 1986 a Heilbronn.

- SAS el príncep Alfred de Hohenlohe-Langenburg, nat a Lagenburg el 1911 i mort dos dies després.

L'any 1900, amb la mort del duc Alfred del Regne Unit, duc de Saxònia-Coburg Gotha, la parella de prínceps de Hohenlohe-Langenburg es traslladà a viure a Coburg, capital del ducat saxó, per actuar com a regent del duc Carles Eduard del Regne Unit durant la seva minoria d'edat.
La seva vida fou trànquila en comparació a la de les seves germanes, visqué el resta de la seva vida a Alemanya on morí al castell de Langenburg en plena Segona Guerra Mundial.